# Léon Ndenzako
Léon Ndenzako (n. c. 1931) es un diplomático burundés. Se desempeñó como Embajador de Burundi en Estados Unidos entre 1963 y 1966, así como Ministro de Estado para Asuntos Diplomáticos de julio a noviembre de 1966.

## Biografía

### Primeros años
Nacido alrededor de 1931, era hijo del jefe Raphael Ndenzako. Étnicamente, era tutsi. Asistió al Groupe Scolaire de Astrida de 1954 a 1955.

### Carrera
Entre 1950 y 1960, se desempeñó como jefe de Kabezi, en la provincia de Bubanza, donde se hizo conocido por su trabajo duro y, entre 1957 y 1960, ocupó simultáneamente el puesto de gobernador de la provincia de Mushasha-Sud (Guitega). Se destacó como un firme partidario de la monarquía burundesa y se afilió a la Unión para el Progreso Nacional (UPRONA). A principios de 1960 viajó a Bélgica para recibir formación en el Ministerio de Relaciones Exteriores de ese país. Al año siguiente regresó a Burundi para desempeñarse como Secretario Privado del Rey, jefe de protocolo y Gran Mariscal de la Corte. Continuó en esta última posición hasta que fue designado como Embajador en Estados Unidos en agosto de 1963. Llegó a Washington D. C. a principios de octubre, presentando sus credenciales y comenzando a trabajar en diciembre. Tras el reconocimiento por parte de Burundi de la República Popular China, dijo al subsecretario de Estado de los Estados Unidos, G. Mennen Williams, que la medida debería interpretarse como el cumplimiento por parte de Burundi de su política de no alineación y expresó su esperanza de que eso no pondría en peligro las «relaciones amistosas» entre los dos países.
Tras el intento de golpe de Estado en Burundi en octubre de 1965, el Ministerio de Relaciones Exteriores de Burundi ordenó la expulsión del Embajador de Estados Unidos y a dos de sus asistentes en enero de 1966 por ser sospechosos «con razón o sin ella» de estar implicados. Al enterarse de esto, el Departamento de Estado de los Estados Unidos convocó a Ndenzako para protestar por la acción y solicitó formalmente que el gobierno de Burundi lo retirara.  Posteriormente, Ndenzako regresó a Burundi y ayudó al príncipe heredero Charles Ndizeye a planificar el golpe de Estado del 8 de julio, que derrocó al Rey Mwambutsa IV e instaló a Ndizeye como nuevo Rey. El 12 de julio se instaló un nuevo gobierno bajo el mando del primer ministro Michel Micombero, con Ndenzako como ministro de Estado para Asuntos Diplomáticos y Consejero de la Corte Real.
Tan pronto como a mediados de agosto se habían desarrollado tensiones entre Ndenzako y otras personalidades partidarias con el príncipe y los radicales del gobierno. El 11 de septiembre, el jefe de la Federación de Trabajadores de Burundi pidió la ejecución de Ndenzako, el secretario de Estado de Asuntos Económicos, Rémy Nsengyumva, y el ex primer ministro André Muhirwa, y los denunció como «enemigos del pueblo». Cuando al día siguiente se publicó una circular repitiendo el mensaje, una gran multitud se reunió en el estadio de Buyumbura anticipándose a las ejecuciones, que no ocurrieron. El 28 de noviembre, Micombero lanzó un nuevo golpe militar, el cual derrocó a la monarquía y condujo a la proclamación de una república con él como Presidente. Ndenzako fue arrestado y detenido hasta que se le concedió la amnistía y fue puesto en libertad el 30 de junio de 1968. Posteriormente se convirtió en director de la asociación deportiva de Burundi.

### Vida personal
En septiembre de 1956, se casó con la princesa Régine Kanyange, la hija menor del Rey Mwambutsa IV .  En 1963, tenían tres hijos juntos.
Era medio hermano de Michel Ndenzako, Vicepresidente de la Asamblea Nacional.